# Troade

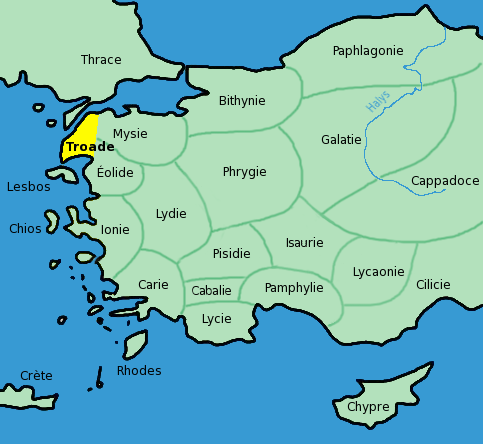
Position de la Troade en Asie mineure

La Troade (en grec ancien Τρῳάς / Trôiás, en latin Troas) est une ancienne région historique du nord-ouest de l'Asie Mineure (présentement en Turquie) délimitée au nord par la Propontide, au sud par le golfe d’Adramyttion (qui donne sur l'île de Lesbos) et à l'est par le mont Ida qui culmine à plus de 1 700 mètres.
Son nom viendrait du hittite Taruiša (« rivières ») selon les linguistes ou de Tros, le héros éponyme de Troie, selon la mythologie. Elle est aussi quelquefois appelée Teucrie par les poètes, du nom de son premier roi, Teucros de Phrygie. Avec l'Éolide, la Troade était l'une des sous-régions de la Mysie, et elle était également connue sous le nom de Phrygie hellespontique à l'époque achéménide.
On trouve dans cette région l'ancienne cité grecque de Lampsaque et la ville bien plus ancienne de Wilusa, entrée dans la mythologie grecque sous le nom grec de Ilion, mais qui est bien plus connue sous le nom de Troie.